# San Bernardino-Downtown (Metrolink)
La  Estación San Bernardino-Downtown (en inglés: San Bernardino-Downtown station), es una estación de tren regional de la línea San Bernardino, línea Inland Empire-Orange County, y línea Arrow de Metrolink en San Bernardino, California. Una ciudad regional de Los Angeles en Estados Unidos. 

## Descripción
La estación se inauguró el 8 de septiembre de 2015. Cuenta con dos andenes de plataforma lateral y una plataforma central. Cuenta con 130 aparcamientos. La estación es propiedad de Omnitrans. La línea de tren ligero Arrow se agregó 24 de octubre de 2022. El Tren de Alta Velocidad de California está considerando esta estación como parada por la ruta que pasará por San Bernardino en phase 2.

## Servicio
La estación San Bernardino-Downtown recibe el servicio de 34 trenes de la línea San Bernardino de Metrolink (17 en cada dirección) entre semana, con trenes que llegan cada 30 minutos durante la mayor parte del día y cada 60 minutos en la madrugada y en la tarde. El servicio de fin de semana consta de 16 trenes (8 en cada dirección) tanto los sábados como los domingos. También recibe 8 trenes de la línea Inland Empire-Orange County y varios trenes ligeros de la línea Arrow para Redlands. 
La estación tiene una plaza central de autobús con 19 "bus bays", aparcamientos para autobús.
Incluyendo una parada de sbX Green Line, una línea Autobús de tránsito rápido entre San Bernardino y Loma Linda, California. 

## Conexiones
- Omnitrans: rutas 1, 2, 3, 4, 6, 8, 10, 14, 15, 215, 290, 300 y 305.
- Beaumont Transit: ruta 120
- Mountain Transit: rutas 5, 6
- Riverside Transit Agency: ruta 200
- SunLine Transit Agency: ruta 10
- Victor Valley Transit Authority: ruta 15
- FlixBus
- sbX - Green Line

## Lugares de interés
- Downtown San Bernardino
- Superior Court - Corte superior
- San Manuel Stadium - Campo de beisbol de los Inland Empire 66ers.
- National Orange Show - Centro de eventos, speedway (circuito) y feria anual de naranjas.